# Mtena Ramadhan
Mtena Ramadhan (né à l'époque au Tanganyika et aujourd'hui Tanzanie à une date inconnue) est un joueur de football international tanzanien, qui évoluait au poste de milieu de terrain.

## Biographie

### Carrière en sélection
Il participe avec l'équipe de Tanzanie à la Coupe d'Afrique des nations de 1980 organisée au Nigeria. 
Il joue un match contre le Kenya rentrant dans le cadre des éliminatoires du mondial 1982.